# Ciortești (okręg Jassy)
Ciortești – wieś w Rumunii, w okręgu Jassy, w gminie Ciortești. W 2011 roku liczyła 1085 mieszkańców.